# Marie Colomb
Marie Colomb est une actrice française.

## Biographie
Enfant, elle filme sa famille en secret avec une webcam, puis en fait des montages.

### Carrière
Elle débute au cinéma en 2017 dans le long métrage de Mathieu Gari Un, deux, trois, dont l'équipe technique, réalisateur compris, comprend seulement deux personnes. 
Elle participe aussi à des courts métrages et des clips (dont A2 de Caballero & JeanJass ; Je veux te baiser de Odezenne ; High de PLK). Elle apparaît ensuite dans la distribution de Vaurien de Peter Dourountzis et des Magnétiques de Vincent Maël Cardona.
À la télévision, elle joue le rôle principal de la mini-série Laëtitia, d'après le roman Laëtitia ou la Fin des hommes d'Ivan Jablonka, basé sur le meurtre de la jeune Laëtitia Perrais survenu en janvier 2011 à La Bernerie-en-Retz. Pour ce rôle, elle s'inscrit au studio Pygmalion en 2018, où elle est coachée par Jeanne Gottesdiener
En 2022, elle apparaît dans la saison 2 d'OVNI(s) et dans le film As bestas de Rodrigo Sorogoyen. Elle est nommée au prix Goya de la meilleure actrice dans un second rôle pour ce film.
En 2024, elle joue le rôle de Loana, l'un des personnages principaux de la série Culte, en six épisodes.

## Filmographie

### Cinéma

#### Longs métrages
- 2017 : Un, deux, trois de Mathieu Gari : Julie
- 2017 : Merrick de Benjamin Diouris : Esther
- 2018 : Sunshine State of Mind de Vincent Dale et Germain Le Carpentier : Suzanne
- 2020 : Vaurien de Peter Dourountzis : Caroline
- 2021 : Les Magnétiques de Vincent Maël Cardona : Marianne
- 2022 : As bestas de Rodrigo Sorogoyen : Marie
- 2023 : La Voie royale de Frédéric Mermoud : Diane

#### Courts métrages
- 2017 : J'mange froid de Romain Laguna : Nawell
- 2018 : Les Amoureux de Pablo Dury : Aurore
- 2019 : Things the Wildflowers told me d'Axelle Vacher
- 2021 : Gabriel Rose de Léopold Kraus : Ninon
- 2022 : Le Caillou de Clovis Lvh

### Télévision

#### Séries télévisées
- 2019 - 2020 : Laëtitia : Laëtitia Perrais
- 2022 : Ovni(s) : Véronique
- 2023 : Follow de Louis Farge : Léna
- 2024 : Culte : Loana
- 2025 : Génération Alpha de Franck Brett : Éloïse
- 2026 : Eldorado de Louis Farge : Emma Zenatti

### Clips
- 2014 : Joy feat. Arthur Angrand - WOman
- 2014 : JVTB, Odezenne - Romain Winkler
- 2017 : Slow-Motion, DJ Pone - Adrien Benoliel et Romain Winkler
- 2018 : High, PLK - Rémi Danino
- 2018 : Burning House, Howlin’ Jaws - Leo Schrepel
- 2018 : A2, Caballero et Jean Jass - Adrien Lagier et Ousmane Ly

## Distinctions
- Festival Jean-Carmet 2021 : prix du public du meilleur second rôle féminin pour Les Magnétiques[9]
- CANNESERIES 2025 : Madame Figaro Rising Star Award
- Festival de Cannes 2025 : Trophée Chopard de la révélation féminine